# Episodi di Un caso per due (ventiquattresima stagione)
La ventiquattresima stagione della serie televisiva tedesca Un caso per due, composta da 11 episodi, è andata in onda in Germania sul canale ZDF a partire dal 2 gennaio 2004.
| nº | Titolo originale               | Titolo italiano            | Prima TV Germania | Prima TV Italia |
| -- | ------------------------------ | -------------------------- | ----------------- | --------------- |
| 1  | Tod der Arztfrau               | La moglie del professore   | 2 gennaio 2004    |                 |
| 2  | Mord aus Liebe                 | Omicidio per amore         | 9 gennaio 2004    |                 |
| 3  | Doppelgänger                   | Il sosia                   | 16 gennaio 2004   |                 |
| 4  | Ticket ins Jenseits            | Il passaporto inglese      |                   |                 |
| 5  | Der Tod und die Sterne         | Astrologia e morte         |                   |                 |
| 6  | Nebengeschäfte                 | Traffico di schiave        |                   |                 |
| 7  | Schlechte Karten für Grabowski | Brutte carte per Grabowski |                   |                 |
| 8  | Doppeltes Spiel                | Gelosia omicida            |                   |                 |
| 9  | Gigolo                         | Omicidio al Grand hotel    |                   |                 |
| 10 | Karriere um jeden Preis        | Famosa ad ogni costo       |                   |                 |
| 11 | Tödliche Betriebsfeier         | La promozione              |                   |                 |